# Ansovell
Ansovell és una entitat de població, i la capital, del municipi de Cava a l'Alt Urgell.
El 2006 tenia 33 habitants, el que el feia l'entitat de població més poblada del municipi. Està situat al vessant nord de la serra del Cadí, a 1.338 m d'altitud. La parròquia de Nonsuvelle és mencionada per primer cop el 839. L'església parroquial de Sant Martí és romànica del segle xii. És d'una sola nau, amb la volta esfondrada, i l'absis semicircular de la mateixa amplada.